# تطور رأسيات القدم
تتمتع رأسيات القدم بتاريخ جيولوجي طويل مع أول نوتويدات تم إيجادها في طبقات العصر الكامبري المتأخرة وممثلين عن مجموعة جذعية مزعومة حاضرين في أقرب وقت ممكن للكامبريين.
تطورت الطبقة خلال العصر الكامبري الأوسط وخضعت لنبضات من التنوع خلال العصر الأوردوفيشي  لتصبح متنوعة خلال بحار حقبة الحياة القديمة والوسطى.

## النظرة التقليدية للأصل
كان يُعتقد سابقاً أن رأسيات القدم قد تطورت من سلف يشبه وحيدات اللوح بقشرة منحنية ومستدقة وأنها مرتبطة ارتباط وثيق ببطنيات القدم (القواقع). تم اللجوء إلى أوجه الشبه بين رأسيات القدم الPlectronoceras ببعض بطنيات القدم لدعم هذا الرأي. كان من شأن تطور إحدى السيفونات أن يسمح لأغلفة هذه الأشكال المبكرة بأن تصبح مملوءة بالغاز (وبالتالي الطفو) من أجل دعمهم والحفاظ على وضعهم في وضع مستقيم أثناء الزحف على طول الأرض وفصل رأسيات القدم الحقيقية عن أسلاف مفترضة مثل الKnightoconus التي تفتقر إلى السيفونات. العوم السلبي (القدرة على الطفو) كانت ستأتي تباعاً بعد السباحة في ال Plectronoceras والدفع النفاث في نهاية المطاف في رأسيات القدم الأكثر اشتقاقاً.

## السجل الصدفي المبكر
فهم الأصول القديمة لرأسيات القدم متعلق بالضرورة بالمواد الأحفورية المتاحة والتي تتكون بشكل كلي من الأحافير الصدفية. الأحافير الحاسمة مفصلة أدناه منذ أن قام عمرهم الاستراتجرافي بتوجيه تفسير الحفريات، تم سردهم بترتيب تنازلي بناءً على العمر:

### رأسيات القدم الكامبرية
باستثناء أجناس الأصداف الEctenolites و Eoclarkoceras فلا يُعرف أكثر من 30 نوع من رأسيات القدم الكامبرية قد نجا من الأوردوفيكي.:57 تختلف رأسيات القدم الكامبرية عن ذريتها بسبب حجمها الصغير (طولها بضعة سنتيمترات)، أصدافها الطويلة المستدقة، سطحها الصدفي الأملس، حواجزها المرصوصة ونقصان الرواسب في حجرة جسمها، هناك مجموعة محددة من الميزات أيضاً التي لا ترى إلا في مجموعات معينة من رأسيات القدم الكامبرية.

### التانويلا
التانويلا هي أقدم حفرية تم نسبها إلى رأسيات القدم والتي يرجع تاريخها إلى أوائل العصر الكامبري (أتبابيان وبوتوميان) منذ 522 مليون عام تقريباً. يُقترح وجودها في هذه المجموعة بناءً على شكلها ووجود حجراتها.:57 في ظل هذه الفرضية ستكون طليعة لصدف كرينغليدا البحري ومن ثم أجناس مثل Knightoconus التي أدت في النهاية إلى ظهور رأسيات القدم.

### نايتوكوناس
النايتوكوناس (Knightoconus) هي وحيدات اللوح من أواخر عصر الكامبري ويعتقد أنها تمثل سلف لرأسيات القدم. كان لها صدفة حجرية مخروطية الشكل ولكنها تفتقر إلى السيفون. بالرغم من أن أوائل أحافير الرخويات مجزأة أيضاً إلا أن النايتوكوناس هي أحدث الرخويات المجزأة قبل أوائل رأسيات القدم ذات السيفون وهي نقطة تم اتخاذها لإثبات صلتها برأسيات القدم. تم اتخاذ غياب السيفون كدليل ضد أسلاف رأسيات القدم، وكما قيل فإنه كيف فإنه كيف يمكن للسيفون أن يتطور ليخترق حاجز موجود؟ تقترح الحجة السائدة أن حبلاً من الانسجة بقي متصلاً بالحاجز السابق في حين تقدمت الرخويات للأمام وتخلصت من حاجزها التالي مما أنتج عقبة أمام الإغلاق التام للحاجز وأن تتصبح ممعدنة بحد ذاتها. تم إيجاد عشر حواجز أو أكثر لدى الأفراد الناضجين وتشغل حوالي ثلث الصدفة، تتشكل الصدفة في وقت مبكر جداً وقد تم العثور عليها في عينات صغيرة يصل طولها إلى 2 ملم. تكون الحواجز متباعدة بشكل موحد مما يتعارض مع تقارب بطنيات القدم. على عكس حفريات وحيدات اللوح فليس هناك دليل على تندب العضلات في حفريات النايتوكوناس.

## التنوع الأوردوفيكي الباكر
كانت ال Ellesmerocerids رأسيات القدم الوحيدة ذات الصدف التي نجت من الانقراض في أواخر الكامبري وكل الأنواع الفرعية لرأسيات القدم التي تنوعت خلال الحقبة الأوردوفيكية قد اعتقد بالتالي أنها اشتقت من هذه الأشكال.
كان لدى أوائل رأسيات القدم أصداف دقيقة لم تستطع تحمل ضغوط المياه العميقة. في منتصف العصر التريمادوكي تم استكمالها بأصداف أكبر طولها حوالي 20 سم، تضمنت هذه الأشكال الأكبر أصداف كبيرة وملتفة وتندرج ضمن الترتيب داخليات القرن (بسيفونات واسعة) وال Tarphycerida (بسيفونات ضيقة).
بحلول منتصف العصر الأوردوفيكي فقد انضم إلى هذا الترتيب مستقيمات القرن التي كانت حجراتها الأولى صغيرة وكروية وال Lituitida ذات السيفونات الرفيعة. الأونكوكريدا التي تظهر أيضاً خلال هذا الوقت والمقيدة إلى المياه السطحية والتي لديها أصداف خارجية قصيرة. [3] ظهرت أول رأسية قدم بحاجز لمنتصف الأوردوفيكي بأنها قوية كفاية لتتأقلم مع الضغوط المرتبطة بالمياه العميقة ويمكن أن تعيش تحت أعماق أكبر من 100 إلى 200 متر.

## أحافير يعتقد خطأً بأنها رأسيات قدم
تم اعتبار عدد من الحفريات تاريخياً على أنها تمثل مكونات من تاريخ رأسيات الأرجل ولكن أعيد تفسيرها على أساس مواد إضافية.

### فولبورثيلا
عندما تم اكتشافها في عام 1888 فقد اعتقد أن فولبورثيلا أوائل الكامبري كانت من رأسيات القدم. مع ذلك فقد أظهرت اكتشافات الحفريات الأكثر تفصيلاً أن صدفة الفولبورثيلا الصغيرة المخروطية لم تفرز بل بنيت من حبيبات ثاني أكسيد السيليكون المعدني (السيليكا) كما أنها لم تكن مجزأة. كان هذا الوهم نتيجة للنسيج المغلف لاختبارات الكائنات الحية. لذلك فقد أصبح تصنيف الفولبورثيلا غير مؤكد حالياً.

### وحيدات اللوح
نظراً لأن المعايير التي تفرق بين وحيدات اللوح ورأسيات القدم قليلة فقد تم الاعتقاد خطأً أن وحيدات اللوح هي أسلاف لرأسيات قدم. أحد هذه الأجناس هو الشيلبيوسيراس التي أعيد تصنيفها بناءً على اخاديدها المنخفضة التي تشكل عصبة حول الصدفة والتي تشابه ميزة شوهدت في هيبسيلوكونوس. الحواجز في هذه النمط غما متباعدة بشكل صميمي أو غير منتظمة.